# Skrzydło Lotnicze Sił Zbrojnych Malty
Maltańskie siły powietrzne – skrzydło powietrzne (Air Wing), w którym zgrupowane są wojskowe śmigłowce i samoloty w składzie Sił Zbrojnych Malty (Armed Forces of Malta). Malta nie posiada wyodrębnionych sił powietrznych do prowadzenia walki, samoloty i śmigłowce pełnią następujące role: nadzór morski, ratownictwo, ewakuacje, transporty wojskowe, eskorty, rekonesans.
Baza Skrzydła Lotniczego Sił Zbrojnych Malty jest zlokalizowana przy porcie lotniczym Malta. Centrala dowodzenia (Air Wing Headquarters) ma za zadanie dowodzenie, kontrolę i koordynację działów jednostki, aby zapewnić gotowość jednostki do reagowania w różnych wymogach operacyjnych, zarówno lokalnie jak i za granicą. Dowódcą lotnictwa jest ppłk Clinton O'Neil.

## Historia
Maltańskie Siły Zbrojne rozpoczęły swoją działalność lotniczą w 1971 roku, kiedy to rząd RFN podarował wyspie cztery śmigłowce Bell 47G do których w 1973 roku dołączył śmigłowiec Agusta-Bell AB-206A Jet Ranger będący podarunkiem rządu libijskiego.

## Wyposażenie

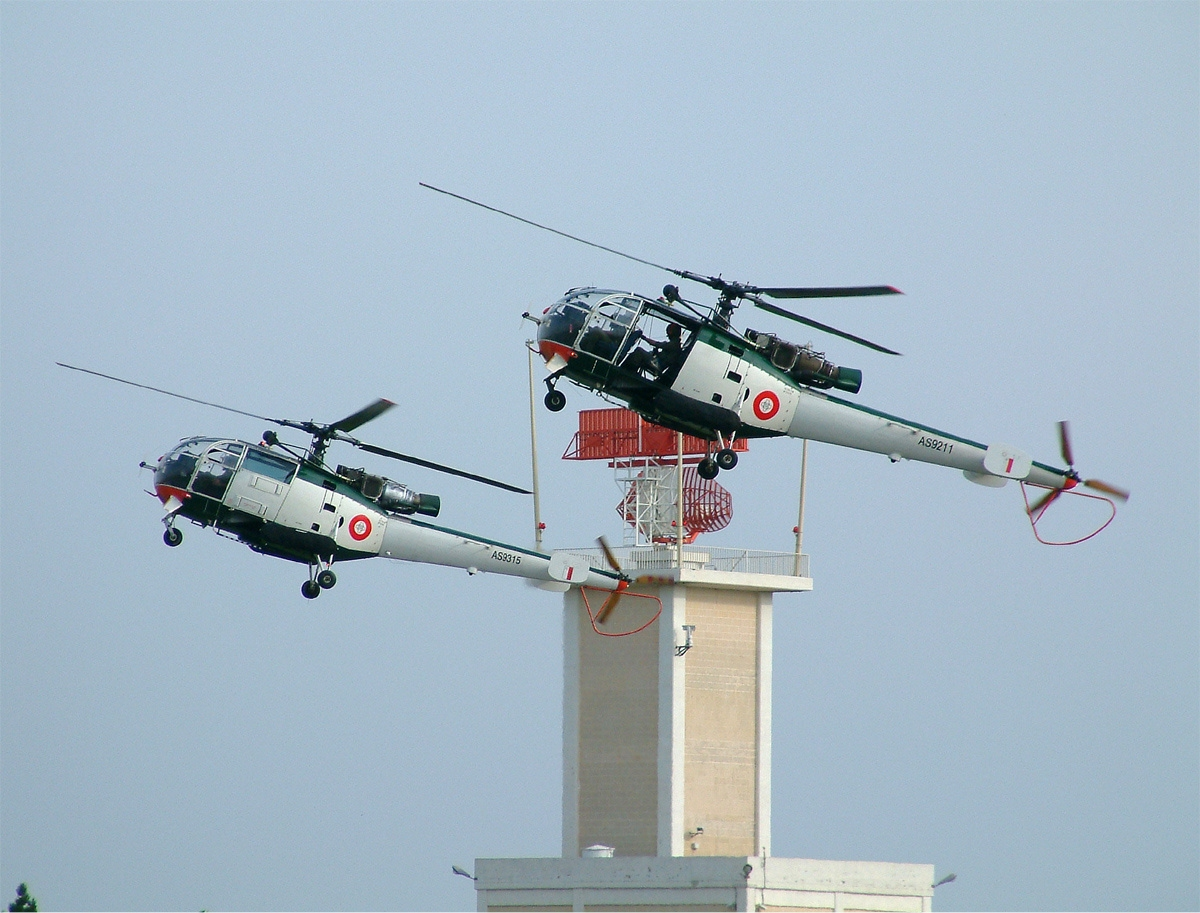
Dwa śmigłowce Aérospatiale Alouette III SA 316 nad maltańskim lotniskiem

W 2014 roku maltańska flota lotnicza wygląda następująco:
- Britten-Norman Islander - jeden lub dwa samoloty
- Beechcraft King Air - dwa samoloty
- Scottish Aviation Bulldog - jeden samolot (szkoleniowy)
- AgustaWestland AW139 - jeden śmigłowiec
- Aérospatiale Alouette III SA 316 - trzy śmigłowce

Skrzydło Lotnicze Sił Zbrojnych Malty jest wspomagane przez dwa śmigłowce Bell UH-1N Twin Huey (AB-212) z włoskich sił zbrojnych (Italian Military Mission).